# 葉室頼熙
葉室頼熙（はむろ よりひろ、寛延3年（1750年） - 文化元年（1804年）9月19日）は、江戸時代中期の公卿。

## 官歴
- 明和2年（1765年）：従五位下
- 明和3年（1766年）：従五位上、侍従
- 明和7年（1770年）：正五位下
- 安永元年（1772年）：蔵人、御祈奉行、造興福寺長官、右少弁
- 安永4年（1775年）：左少弁、勧学院別当、右衛門権佐、神宮弁、正五位上
- 安永5年（1776年）：賀茂下上社奉行
- 天明元年（1781年）：左中弁、従四位上
- 天明2年（1782年）：正四位上、皇太后宮亮
- 天明3年（1783年）：右大弁
- 天明5年（1785年）：参議、左大弁、造興福寺長官
- 天明6年（1786年）：従三位、勘解由長官、踏歌外弁
- 天明7年（1787年）：丹波権守
- 寛政元年（1789年）：正三位、権中納言
- 寛政3年（1791年）：左衛門督、検非違使別当
- 寛政4年（1792年）：従二位
- 寛政8年（1796年）：正二位、権大納言
- 寛政12年（1800年）：大宰権帥

## 系譜
- 実父：堤代長
- 養父：葉室頼要
- 子：葉室頼寿